# Bréhain
Bréhain é uma comuna francesa na região administrativa de Grande Leste, no departamento de Mosela. Estende-se por uma área de 3,59 km². Em 2010 a comuna tinha 107 habitantes (densidade: 29,8 hab./km²).